# Acmaeodera cazieri
Acmaeodera cazieri är en skalbaggsart som beskrevs av Knull 1960. Acmaeodera cazieri ingår i släktet Acmaeodera och familjen praktbaggar. Inga underarter finns listade i Catalogue of Life.